# Richard Bletschacher
Richard Max Josef Bletschacher (* 23. Oktober 1936 in Füssen am Lech) ist ein deutscher Dramaturg und Autor.
Bletschacher studierte Rechtswissenschaften, Philosophie und Theater- und Musikwissenschaft in München, Heidelberg, Paris und Wien.
Im Frühjahr 1959 wurde er Regie- und Dramaturgieassistent am Theater in der Josefstadt. Im Herbst 1959 wechselte er an die Wiener Staatsoper, der er 37 Jahre als Regisseur und Chefdramaturg verbunden blieb. Währenddessen wirkte er auch als Regisseur u. a. in Mailand, London, Tokio, Palm Beach und Montreal. Von 1982 bis 1996 war er an der Wiener Staatsoper Chefdramaturg.
Bletschacher verfasste und übersetzte Operntexte, Schauspiele, Lyrik, Erzählungen, Kinderbücher und musikwissenschaftliche Werke. Heute ist er als Schriftsteller und Maler tätig.
Er lebt und arbeitet in Wien und Drosendorf an der Thaya.

## Schriften (Auswahl)
- Mozart und da Ponte: Chronik einer Begegnung. Residenz Verlag, Salzburg 2004, ISBN 978-3-70171-364-6.
- Die Minnesänger in Bayern und Österreich. Hollitzer Verlag, Wien 2016, ISBN 978-3-99012-234-1.
- Versuch einer Ethik im Zeitalter globaler Bedrohung. Hollitzer Verlag, Wien 2021, ISBN 978-3-99012-924-1.
- Studien zu Philosophie und Geschichte. Hollitzer Verlag, Wien 2023, ISBN 978-3-99094-115-7.
- Das Labyrinth des Minotaurus. Hollitzer Verlag, Wien 2023, ISBN 978-3-99094-165-2.